# Euphorbia balsamifera
Euphorbia balsamifera Aiton, conocida en castellano como tabaiba dulce, es una especie de arbusto perenne suculento perteneciente a la familia Euphorbiaceae. Presenta una distribución discontinua entre el oeste de África y el sur de la península arábiga.

## Descripción

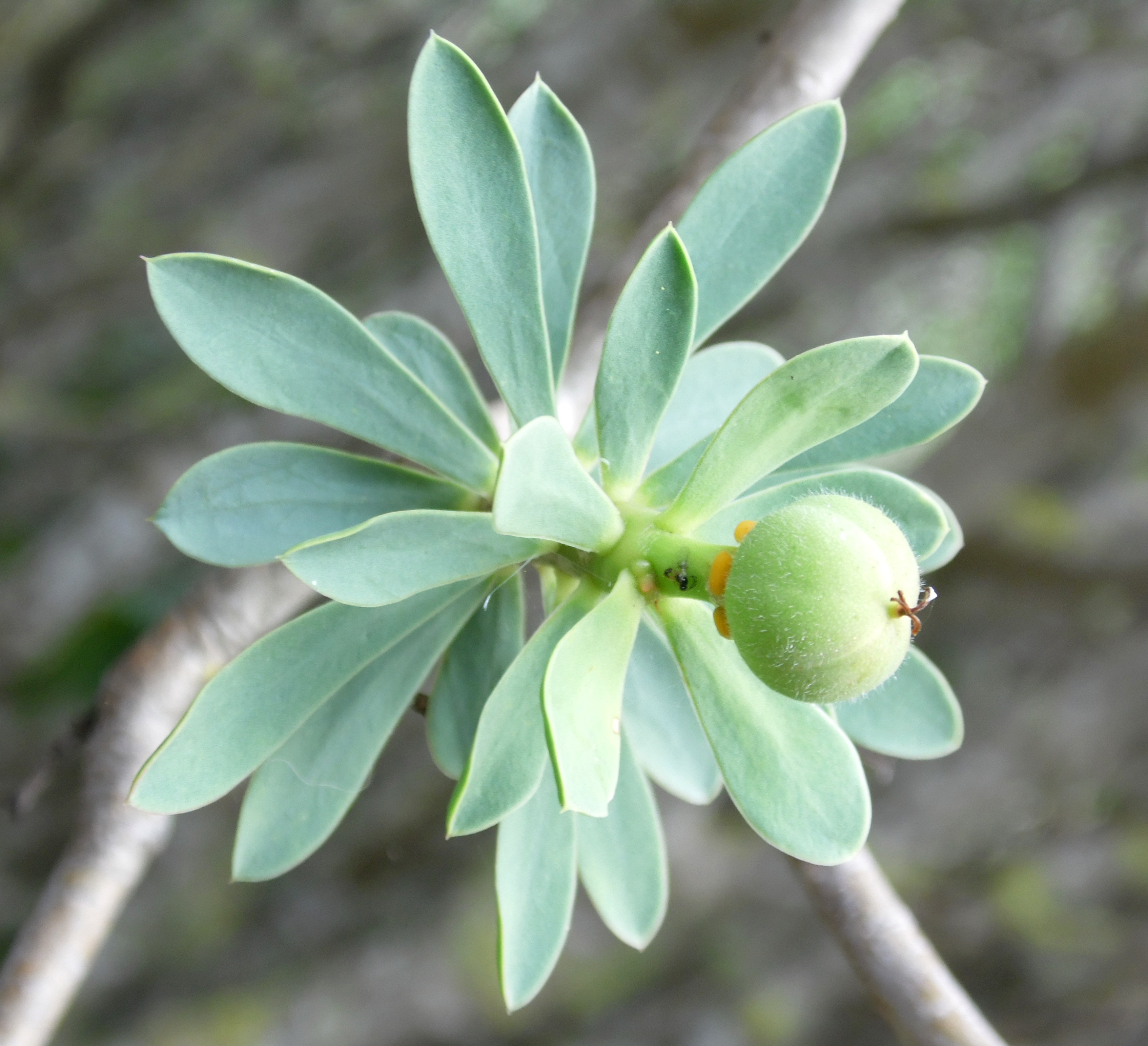
Detalle.

Es un arbusto perenne, con tronco suculento, a menudo rastrero al estar expuesto al viento. Se diferencia de las especies más próximas por tener la inflorescencia con una sola flor terminal.
La floración se produce de otoño a primavera, entre octubre y mayo.

## Distribución y hábitat
E. balsamifera presenta una distribución discontinua, creciendo por un lado en las islas del archipiélago de Canarias ―España― y en el oeste africano desde Mauritania hasta Senegal, Níger y el norte de Nigeria; y por otro en zonas del este africano ―en Sudán a orillas del Mar Rojo y en el norte de Somalia― y sur de Arabia.
En Canarias está presente en todas las islas, así como en el islote de Lobos y en el archipiélago Chinijo, a excepción del Roque del Este. Crece en zonas costeras ascendiendo hasta los 500 m de altitud en laderas del sur y hasta los 200 en las del norte. Caracteriza varias comunidades vegetales denominadas generalmente como tabaibal dulce. Como especies acompañantes suelen aparecer Ceropegia fusca, Lycium intricatum, Schizogyne sericea, Plocama pendula, Cneorum pulverulentum, Kleinia neriifolia o Rubia fruticosa, entre otras.
En el noroeste de África las características de los lugares de distribución de E. balsamifera son similares los de las islas Canarias. Aquí se encuentra acompañada de especies como Euphorbia echinus, Convolvulus travutianus o Launaea arborescens.
En Arabia y este de África la especie se desarrolla en tierras altas, entre 2100-2300 m de altitud, con un régimen pluviométrico tropical y gran aridez. Aquí forma una comunidad vegetal propia denominada Carallumo petraeae-Euphorbietum adenensis, caracterizada por ser un matorral de escasa cobertura con especies suculentas y áfilas. Como especies acompañantes se presentan Caralluma spp., Kleinia odora o Campylanthus pungens.

## Diversidad
Presenta dos subespecies aceptadas:
- Euphorbia balsamifera subsp. adenensis (Deflers) P.R.O.Bally, distribuida por el sur de la península arábiga y este de África. Arbustos más compactos, hasta 1 m de altura con hojas obovadas de hasta 2,5 cm de largo.
- Euphorbia balsamifera subsp. balsamifera, presente en Canarias y oeste africano.

Sin embargo, algunos autores han propuesto la existencia de tres especies diferentes a raíz de estudios genómicos, morfológicos y geográficos: E. adenensis para el este de África y sur de Arabia; E. balsamifera para Canarias y el noroeste africano, y E. sepium para el Sahel occidental desde el oeste de Chad hasta Senegal.

## Taxonomía
Euphorbia balsamifera fue descrita por el botánico escocés William Aiton y publicada en Hortus Kewensis en 1789.
La subespecie adenensis fue publicada por el botánico suizo Peter René Oscar Bally en Candollea en 1974, habiendo sido descrita originalmente por el francés Albert Deflers y publicada como Euphorbia adenensis en Bulletin de la Société Botanique de France en 1887.
Etimología
- Euphorbia: nombre genérico dedicado a Euphorbus, médico de origen griego del rey mauritano Juba II.
- balsamifera: epíteto latino compuesto por balsamum, que significa 'bálsamo', y fer, que significa 'tener o llevar', aludiendo a una supuesta producción de bálsamo.
- adenensis: epíteto latino que alude a la región de Adén, en Arabia.

Sinonimia
- Tithymalus balsamifer (Aiton) Haw.[2]

La subespecie adenensis cuenta con los siguientes sinónimos:
- Euphorbia adenensis Deflers
- Euphorbia balsamifera subsp. adenensis (Deflers) Govaerts
- Tithymalus adenensis (Deflers) Soják

La subsp. balsamifera:
- Euphorbia balsamifera subsp. rogeri (N.E.Br.) Guinea
- Euphorbia balsamifera subsp. sepium (N.E.Br.) Maire
- Euphorbia balsamifera var. rogeri (N.E.Br.) Maire
- Euphorbia rogeri N.E.Br.
- Euphorbia sepium N.E.Br.

## Importancia económica y cultural
En las islas Canarias ha sido tradicionalmente utilizada desde época aborigen. Era empleada como planta medicinal dadas las propiedades emolientes, salivatorias y fortalecedoras de encías de su látex, que era utilizada a modo de chicle. Además se utilizada como cataplasmas para tratar diferentes afecciones de la piel como quistes o verrugas, y como antídoto a la toxicidad del látex de otras euforbias como E. canariensis, E. regis-jubae o E. lamarckii. Por su parte, la madera era aprovechada como leña y para hacer tapones de barricas, mientras que su látex también se usaba a modo de pegamento.
En el continente se han documentado otros usos: como seto para delimitar parcelas en Senegal, remedio para la sarna en camellos en el Sáhara Occidental, o con fines alimenticios en Nigeria.
Su floración posee una alta atracción de abejas, por lo que posee interés apícola.
La especie posee modernamente valor como planta ornamental, siendo utilizada en parques y jardines. Su cultivo no requiere muchos cuidados, necesitando exposición a pleno sol, suelos bien drenados y poco riego. Resiste heladas hasta los -2 °C. Su multiplicación se produce mediante esquejes.
En cuanto a su valor simbólico, E. balsamifera se considera el símbolo natural vegetal de la isla de Lanzarote según una ley del Gobierno de Canarias.

## Estado de conservación
Se halla incluida en el apéndice II de la Convención sobre el Comercio Internacional de Especies Amenazadas de Fauna y Flora Silvestres.

## Nombres comunes
En Canarias y a nivel divulgativo es conocida comúnmente como tabaiba dulce, aunque en la isla de El Hierro se la denomina también como tabaiba mansa.
El término tabaiba es un guanchismo, una palabra de procedencia aborigen que sobrevive en el español de Canarias, siendo el nombre genérico que se da en las islas a las especies de porte arbustivo ramificado del género Euphorbia.
Los apelativos de dulce o mansa se deben a la poca toxicidad de su látex, en comparación con otras especies como E. lamarckii o E. regis-jubae.
En Mauritania es conocida en árabe como fernan, afzrinam e ifernane, en Senegal como yaro y en Nigeria como aliyara en idioma hausa.